# Gladstone Publishing
Gladstone Publishing est un éditeur américain, actif entre 1985 et 1998, publiant des livres, des magazines, des comics et d'autres objets de presse, principalement lié à l'univers de Disney.

## Historique
La société fondée en 1985 par Bruce Hamilton et Russ Cochran est à l'origine une filiale de Another Rainbow Publishing, éditeur qui avait publié depuis 1983 des œuvres de Carl Barks. Sa création est due à l'obtention d'une licence pour publier des comics Disney en Amérique du Nord, licence alors dormante. Le nom fait référence à Gladstone Gander, le nom original de Gontran Bonheur.
La société Another Rainbow publiait aussi des réimpressions des histoires de Donald Duck par Barks et de Mickey Mouse par Floyd Gottfredson. Au début de Gladstone, les auteurs publiés sont des artistes plus récents comme Don Rosa, Pat Block ou William Van Horn avec pour ce dernier des scénarios de John Lustig
À la différence du précédent détenteur de la licence, Western Publishing, Gladstone fournit les crédits des histoires ce qui démontre malgré la distribution dans les bureaux de presse, l'orientation vers le marché des collectionneurs. Gladstone publie aussi des traductions des auteurs européens produit par Egmont, Oberon et Mondadori avec des auteurs comme Romano Scarpa, Marco Rota, Daan Jippes et Freddy Milton.
Les publications s'étalent sur deux périodes : 1986 à 1990 et 1993 à 1998.
Russ Cochran, grand admirateur des comics publiés par EC Comics a aussi publié des réimpressions de ces comics dans les années 1990.

## Publications

### Première génération
- Walt Disney's Comics and Stories
- Donald Duck
- Mickey Mouse
- Uncle Scrooge
- Uncle Scrooge Adventures
- Donald Duck Adventures
- Mickey and Donald
- La Bande à Picsou (DuckTales)

### Seconde génération
- Walt Disney's Comics and Stories
- Donald and Mickey
- Uncle Scrooge
- Uncle Scrooge Adventures
- Donald Duck
- Donald Duck Adventures
- Donald Duck and Mickey Mouse
- Walt Disney Giant
- Walt Disney's Comics and Stories Penny Pincher
- Uncle Scrooge and Donald Duck
- The Adventurous Uncle Scrooge McDuck